# 喬伊斯峰
喬伊斯峰（英語：Joyce Peak），是南極洲的山峰，位於羅斯島中北部，處於懷安多特角東南面8.5公里，海拔高度超過1,400米，在2000年由美國南極名稱諮詢委員命名，現時由南極條約體系管理。